# Leiophysis dujardini
Leiophysis dujardini är en skalbaggsart som beskrevs av Reé Michel Quentin och Jean François Villiers 1973. Leiophysis dujardini ingår i släktet Leiophysis och familjen långhorningar.
Artens utbredningsområde är Madagaskar. Inga underarter finns listade i Catalogue of Life.